# Metro de Kiev
El Metro de Kiev (en ucraniano: Київський метрополітен) es un sistema de ferrocarril metropolitano que constituye el principal medio de transporte público de Kiev. Fue el primer metro construido en Ucrania y el tercero en la URSS, después de Moscú y Leningrado (actualmente San Petersburgo).
El metro de Kiev consta de tres líneas que recorren 67,56 km en 52 estaciones. Por sus instalaciones pasan 1,33 millones de pasajeros diarios, representando el 46.7% de los 3,25 millones de personas que utilizan el sistema del transporte público de la ciudad en un día. En 2016 el número total de pasajeros fue 484 millones.

## Historia

### Propuestas iniciales
La primera idea para un ferrocarril subterráneo apareció en 1884. El proyecto, que fue entregado para su análisis al ayuntamiento por el director de los ferrocarriles del sudoeste, Dmetró Andrievskiy, planeaba crear túneles subterráneos desde la estación Kiev-Pasazhyrskyi. Se esperaba que el túnel comenzara cerca de la plaza Poshtova y terminara cerca de Bessarabka. Allí se construiría una nueva estación de ferrocarril, mientras que la antigua estación de ferrocarril se convertiría en una estación de carga. El proyecto fue discutido durante mucho tiempo, pero finalmente fue rechazado por el consejo de la ciudad.
Tras la victoria de los bolcheviques en la guerra civil rusa, Kiev se convirtió en una ciudad de provincia, y no se elaboraron propuestas a gran escala para mejorar la ciudad.

### Creación y preparación soviética
Todo cambió en 1934, cuando la capital de la RSS de Ucrania se trasladó de Járkov a Kiev. El 9 de julio de 1936, el Ayuntamiento de Kiev evaluó el proyecto del ingeniero Papazov llamado "El Proyecto del Metro de Kiev". Las actas de la reunión indicaron que "el autor resolvió con éxito uno de los problemas de reconstrucción de la ciudad de Kiev y el establecimiento de transporte dentro de la ciudad y también respondió a varias preguntas prácticas relacionadas con el plan del Metro (las rutas del metro, la posición del estaciones). El ingeniero Papazov recibió una bonificación de 1.000 rublos por este proyecto de la ciudad de Kiev. Nadie sabe, sin embargo, si sus propuestas fueron tomadas en cuenta. Unos días antes, el 5 de julio, el periódico "Bil'shovyk" de Kiev publicó un artículo que presentaba un proyecto de un metro, preparado por los ingenieros del Instituto de Dispositivos de Transporte de la Academia de Ciencias de la República Socialista Soviética de Ucrania. El proyecto prometía perforar tres líneas de metro de 50 km de largo. 
Comenzaron los rumores de que la construcción del Metro comenzaría pronto. El ayuntamiento lo negó en medio de cartas de los especialistas en los sectores de perforación y minería que ofrecían sus servicios, al principio. En 1938, sin embargo, los funcionarios comenzaron el trabajo preparatorio, que terminó rápidamente con el estallido de la 2a guerra mundial, en 1941.
Kiev fue gravemente destruida durante la Segunda Guerra Mundial, por lo que se ordenó un proceso de reconstrucción masiva en la tercera ciudad más grande de la URSS. Esta vez, el metro fue tenido en cuenta.
El trabajo continuó en 1944, después de la liberación de Kiev. El 5 de agosto de 1944 se proclamó una resolución del Gobierno de la Unión Soviética. La resolución planificó la construcción subterránea, por lo que el gobierno ordenó a las organizaciones apropiadas que continuaran los trabajos preparatorios, crearan el proyecto técnico y el precio estimado del proyecto a fin de entregar al gobierno toda la documentación y comenzar los debates gubernamentales ya en el cuarto trimestre de 1944, para introducir esto en la lista de tareas. Para este propósito, el Comisariado Nacional de Finanzas de la URSS asignó 1 millón de rublos del Fondo de Reserva del gobierno de la URSS para continuar las obras. El 22 de febrero de 1945, se reclamó otra resolución, que definitivamente ordenó la construcción del metro.
Para que el gobierno supiera dónde era más adecuada la construcción subterránea, los expertos de la oficina de "Metrogiprotrans" de Kiev analizaron el flujo de pasajeros en las calles de Kiev, no solo en el centro, sino también en las afueras. El análisis reveló que las tres direcciones adecuadas para construir el subterráneo: Sviatoshyn – Brovary, Kurenivka – Demiyivka y Syrets –Pechersk, de las cuales las dos anteriores fueron elegidas para construirse en el plan. Se decidió que la primera ronda de aberturas subterráneas en las dos direcciones anteriores, de 30,4 km de longitud, tendría que construirse para 1950. 
El plan, sin embargo, no consiguió seguir el plazo. Los preparativos finales se llevaron a cabo en 1949. Luego, según la decisión del Ministerio de Comunicación, la empresa "Kyivmetrobud", que se encargaría de la construcción se creó el 14 de abril de 1949. Solo entonces comenzó la construcción subterránea.

### Construcción de las primeras estaciones
La construcción finalmente comenzó en agosto de 1949. El plan inicial tenía 7 estaciones y el concurso de diseño de proyectos para las estaciones se anunció en 1952. La comisión para la competencia quería que el estilo fuera estalinista, es decir, estaciones ricamente decoradas, con muchos símbolos comunistas y también emblemas nacionales (ucranianos) para Las 7 estaciones. Sin embargo, la competencia fue cancelada, en parte debido a la cancelación de las dos estaciones más occidentales y en parte debido a Jrushchov Thaw, que hizo que el estilo estalinista fuera inapropiado.
La perforación de túneles tuvo frecuentes dificultades que no se mencionaron en el proyecto, por ejemplo: un terreno específico de perforación y las fuentes de agua subterránea que no se esperaban. Por estas razones, la construcción se retrasó considerablemente. La primera conexión entre túneles separados se realizó entre "Dnipro" y "Arsenalna" en diciembre de 1951, mientras que la última se creó entre las estaciones "Vokzalna" y "Universytet", en mayo de 1959.
Diversas dificultades surgieron en la construcción del metro. Por ejemplo, la estación de Arsenalna fue constantemente inundada por aguas subterráneas, lo cual fue una de las razones de su profundidad y diseño, que fue difícil de ejecutar. Además, las obras se paralizaron en 1954, cuando todos los fondos que se habían planeado gastar en construcción subterránea, de hecho se asignaron para tratar las tierras no utilizadas anteriormente aptas para la agricultura. A pesar de ello, las obras progresaron.

### Primeros años de funcionamiento
El metro no estuvo disponible al público el mismo día en que se abrió la línea, durante la primera semana fueron necesarios pases especiales para montar en el metro. El servicio al público comenzó el 13 de noviembre de 1960. 
Inmediatamente después de la apertura del metro, surgió un problema con la estación de ferrocarril, al principio se resolvió creando una estación de ferrocarriles temporal junto a la estación "Dnipro", donde Kyivmetrobud tenía su sede en ese momento, tenía algo de espacio para que pudieran repararse dos trenes, para la sala de reparaciones y la sede. También se construyeron algunos almacenes, de modo que los elementos necesarios podrían sustituirse si fuera necesario. Desafortunadamente, la estación de ferrocarriles no estaba conectada a la línea subterránea principal, por lo que no pudo realizar sus funciones correctamente. Para mover los trenes a la estación, se utilizó una grúa aérea. 
En ese momento, la línea estaba servida por trenes subterráneos tipo Д (D) producidos por Metrowagonmash. El problema logístico apareció en ese momento, ya que no había conexión entre el metro y el ferrocarril, para poder enviarlos al sistema, los trenes de Mytishchi llegaron a la estación de tren de Darnytsia y luego se colocaron en un vagón especial. Luego, el tranvía fue transportado en tranvías hasta la estación temporal (a través de una línea de tranvía que ya no existe a lo largo de Dnieper), donde la mesa giratoria del ferrocarril, después de haber sido colocada de modo que las pistas de las mesas fueran paralelas a las de la estaciones y los pasaron por ahí. Dado que el procedimiento era incómodo y tedioso, la mayoría de los trenes permanecieron durante la noche en los túneles y llegaron al depósito solo para ser revisados y reparados. La creación de una estación de este tipo fue un evento temporal, no solo debido a las dificultades relacionadas, sino también porque era el único lugar donde se podría haber colocado (no había posibilidad de construir una estación permanente subterránea porque las estaciones eran muy profundas), mientras que la creación de una estación subterránea era costosa y no podía garantizar una conexión con el sistema ferroviario, a menos que se creara otro túnel para abastecer a los trenes.
En ese momento, el metro estaba bajo la jurisdicción del Ministerio de Comunicación de la URSS y no del ayuntamiento de Kiev. Además, no había barreras de acceso (molinetes), por lo que, como se practica hoy en día en los autobuses de Kiev, los boletos se enseñaban al inspector. 
Además, los conductores, hasta 1962, eran en su mayoría de Moscú, ya que no había ninguna institución que proporcionara la educación adecuada en Ucrania.

## Líneas y estaciones
Los colores en la tabla corresponden al color de las líneas del metro.
| Mapa   | Línea   | Línea                   | Nombre                  | Nombre en ucraniano     | Fecha de apertura      | Estaciones | Longitud |
|        | Line 1  | Línea 1                 | Sviatoshynsko-Brovarska | Святошинсько-Броварська | 6 de noviembre de 1960 | 18         | 22,65km  |
| Line 2 | Línea 2 | Obolonsko–Teremkivska   | Оболонсько-Теремківська | 17 de diciembre de 1976 | 18                     | 20,95km    |          |
| Line 3 | Línea 3 | Syretsko-Pecherska      | Сирецько-Печерська      | 31 de diciembre de 1989 | 16                     | 23,90 km   |          |
| Line 4 | Línea 4 | Podilsko-Vyhurivska     | Подільсько-Вигурівська  | En desarrollo           | 15                     | 20 km      |          |
| Line 5 | Línea 5 | Livoberezhna            | Лівобережна             | En desarrollo           | 17                     | 4,96 km    |          |
| Line 6 | Línea 6 | Vyschhorodsko-Darnytska | Вишгородсько-Дарницька  | En desarrollo           | 19                     | 27 km      |          |
| Total  | Total   | Total                   | Total                   | Total                   | 103                    | 120 km     |          |

## Tarifas
Evolución de los precios entre 1960 y 2018:
| Precio de un billete          | Equivalencia al Dólar de acuerdo a su valor en la fecha indicada | Fecha de introducción    |
| ----------------------------- | ---------------------------------------------------------------- | ------------------------ |
| 50 Copecs                     | 0.125                                                            | 12 de noviembre de 1960  |
| 5 Copecs                      | 0.0556                                                           | 1 de junio de 1961       |
| 15 Copecs                     | 0.256                                                            | 2 de abril de 1991       |
| 30 Copecs                     | 0.541                                                            | 2 de enero de 1992       |
| 50 Copecs                     | 0.005                                                            | 27 de abril de 1992      |
| 5 Karbóvanets                 | 0.008                                                            | 26 de diciembre de 1992  |
| 15 Karbóvanets                | 0.00454                                                          | 5 de junio de 1993       |
| 30 Karbóvanets                | 0.005025                                                         | 10 de septiembre de 1993 |
| 150 Karbóvanets               | 0.00118                                                          | 6 de diciembre de 1993   |
| 200 Karbóvanets               | 0.010                                                            | 11 de agosto de 1994     |
| 1,500 Karbóvanets             | 0.0191                                                           | 1 de noviembre de 1994   |
| 7,000 Karbóvanets             | 0.0598                                                           | 1 de febrero de 1995     |
| 10,000 Karbóvanets            | 0.0613                                                           | 7 de septiembre de 1995  |
| 20,000 Karbóvanets            | 0.1065                                                           | 7 de febrero de 1996     |
| 20 Copioc /20,000 Karbóvanets | 0.114                                                            | 2 de septiembre de 1996  |
| 30 Copioc                     | 0.159                                                            | 15 de diciembre de 1996  |
| 50 Copioc                     | 0.092                                                            | 19 de marzo de 2000      |
| 2 Grivnas                     | 0.345                                                            | 4 de noviembre de 2008   |
| 1.70 Grivnas                  | 0.221                                                            | 31 de enero de 2009      |
| 2 Grivnas                     | 0.253                                                            | 6 de septiembre de 2010  |
| 4 Grivnas                     | 0.173                                                            | 7 de febrero de 2015     |
| 5 Grivnas                     | 0.1925                                                           | 15 de julio de 2017      |
| 8 Grivnas                     | 0.3                                                              | 14 de julio de 2018      |